# Laura Bruschini
 Laura Bruschini (Lecco, 26 de agosto de 1966) é uma ex-voleibolista indoor e jogadora de vôlei de praia italiana, na quadra foi campeã da Challenge Cup de 1996-97 e da Liga dos Campeões da Europa na jornada 2000-01, e na praia, medalhista de ouro no Campeonato Europeu nos anos de 1997, 1999 e 2000, na Itália, Espanha e Espanha, respectivamente, e medalhista de bronze nos anos de 1996 e 1998, na Itália e Grécia, respectivamente.

## Carreira
Ela iniciou no voleibol de quadra, defendeu o Pallavolo Lecco, como ponteira, da temporada de 1988-89, depois, torna-se jogadora do Telcom Sesto San Giovanni no período de 1989 a 1991,  permanecendo no mesmo clube que utilizou na Série A1 a alcunha Orion Sesto San Giovanni na temporada 1991-92 e 1992-93,  transferindo-se para o para um clube da Série A1 , o Fincres Roma de 1995 a 1997, e conquistou o título da Challenge Cup de 1996-97 (época denominada Copa CEV), depois foi atuar pelo Magna Carta Roma na jornada 1997-98, depois, jogou pelo time Edison Modena nas competições de 2000-01,sagrando-se campeã da Liga dos Campeões da Europa em 2001 e por último atuou na Série A2 pelo Virtus Roma na jornada 2005-06 , atuando como líbero.
Na jornada de 1994 do circuito mundial, já competia no vôlei de praia, e formando dupla com Caterina De Marinis estrearam no Grand Slam de Carolina e terminaram na nona posição, no período de 1994-95 terminaram na décima sétima colocação no Aberto de Santos. Juntas, competiram no período de 1995-96 do circuito mundial, encerraram na trigésima quinta posição no Aberto de Hermosa Beach, décima sétima colocação nos Abertos de Osaka, Espinho e Rio de Janeiro, ainda na décima terceira colocação nos Abertos de Bali, Brisbane  e Carolina,  alcançando o nono posto nos Abertos de Pusan e Santos.
No Circuito Mundial de 1996 ao lado de Cristiana Parenzan estiveram na Série Mundial de Recife, terminando no vigésimo quinto lugar, o mesmo resultado na Série Mundial de Hermosa, e no Challenge de Vasto finalizaram na décima terceira posição, depois, trocou de parceria, e passou atuar com Annamaria Solazzi que alcançaram o quinto lugar nas Séries Mundiais de Espinho e Ostende, o nono posto no Grand Slam de Carolina e o sétimo na Série Mundial de Jakarta.
Novamente com Annamaria Solazzi obteve a medalha de ouro no Campeonato Europeu de Voleibol de Praia de 1997 em Riccione, alcançaram também o nono lugar no Campeonato Mundial de Los Angeles, e no circuito mundial, encerraram na décima terceira colocação nos Abertos do Rio de Janeiro, Pusan e em Espinho, terminaram em nono nos Abertos de Melbourne e Marselha, como melhor resultado da dupla, obtiveram os sétimos lugares , nos Aberto de Pescara, Osaka e Salvador.
Com Annamaria Solazzi, disputou a jornada do circuito mundial de 1998, terminaram no décimo sétimo lugar nos Abertos do Rio de Janeiro, Toronto e Vasto,  quarto lugar nos Abertos de  Osaka e  Dalian , ainda terminaram em nono nos Abertos de Marselha e Salvador, ainda foram semifinalistas na edição dos Jogos da Boa Vontade de 1998 em Nova Iorque, e novamente conquistaram a medalha de bronze no Campeonato Europeu de Voleibol de Praia de 1998 em Rodes.
Na edição do Campeonato Europeu de Voleibol de Praia de 1999 em Palma de Maiorca, sagrou-se medalhista de ouro com Annamaria Solazzi, e no Campeonato Mundial de Marselha, terminaram na décima sétima posição, depois, terminaram em quinto no Challenge de Porto San Giorgio, no circuito mundial, terminaram no décimo sétimo posto no Aberto de Salvador, alcançando os nonos lugares nos Abertos de Acapulco, Toronto, Espinho, e Osaka, além do sétimo lugar no Aberto de Dalian.
Em 2000, jogando ao lado de Annamaria Solazzi conquistou o tricampeonato europeu, na edição do Campeonato Europeu de Voleibol de Praia em Guecho-Bilbaudisputaram eventos do circuito mundial, finalizaram no décimo sétimo lugar no Aberto de Espinho,  a décima terceira posição nos Abertos de Toronto e Marselha, as nonas colocações nos Abertos de Vitória e Rosarito, além do quinto lugar nos Abertos de Cagliari e Dalian, mesmo resultado que a dupla conquistou nos Jogos Olímpicos de Verão de 2000 em Sydney, nesta jornada esteve com Daniela Gattelli obtendo o nono lugar no Aberto de Gstaad e o décimo terceiro posto no Grand Slam de Chicago, esteve com Caterina De Marinis no Aberto de Berlim e terminaram na sétima posição.
Competiu Annamaria Solazzi, iniciando a jornada de 2001, e no Campeonato Mundial em Klagenfurt, alcançaram o quinto lugar, depois no circuito mundial terminaram na décima sétima posição no Aberto de Gstaad e no Grand Slam de Marselha, concluindo na décima terceira posição no Aberto de Hong Kong, em nono lugar no Aberto de Cagliari, finalizando em sétimo nos Abertos de Espinho e Gran Canária. 
Voltou a compor dueto com Annamaria Solazzi, e finalizaram no nono lugar no Campeonato Europeu de 2002 na Basileia, estiveram com bons resultados no circuito mundial de 2002, obtendo o quinto posto no Aberto de Madrid, o nono lugar nos Abertos de Rodes e Maiorca,  os décimo sétimo posto no Aberto de Vitória e nos Grand Slams de  Marselha e Klagenfurt,  e o vigésimo quinto posto no Aberto de Gstaad.
Nas competições de 2003, permaneceu competindo com Annamaria Solazzi, obtendo o trigésimo sétimo lugar no Campeonato Mundial de 2003 no Rio de Janeiro, e no circuito mundial, ocuparam o  quadragésimo primeiro lugar no Grand Slam de Marselha, os trigésimos terceiros lugares no Grande Slam de Klagenfurt e Los Angeles, o vigésimo quinto posto no Grand Slam de Berlim e nos Abertos de Stavanger e e Milão, Osaka, o décimo sétimo lugar nos Abertos de Rodes e Osaka, e o nono posto no Aberto de Gstaad .
Esteve competindo com Diletta Lunardi e terminaram no nono lugar no Challenge de Cagliari, depois, ao lado de Annamaria Solazzi obtiveram o quinto lugar no Campeonato Europeu de 2004 em Timmendorfer Strand e pelo circuito mundial de 2004 obtiveram juntas os décimos terceiros lugares nos Abertos de Fortaleza e nos Grand Slams de Berlim e Marselha,  terminaram na vigésima quinta posição nos Abertos de Xangai, Osaka, Gstaad e Maiorca, e ainda no Grand Slam de Klagenfurt,  terminaram na trigésima terceira posição nos Abertos de Rodes e Stavanger, e tiveram como resultado o nono lugar no Aberto de Milão.
Com Diletta Lunardi iniciou no Circuito Mundial de 2005, alcançando o décimo sétimo lugar nos Abertos de Osaka, Milão e Espinho, décimo terceiro posto nos Abertos de Xangai e Gstaad e alcançaram o vigésimo quinto lugar no Campeonato Mundial de Berlim, e ainda esteve com Lucilla Perrotta no Grand Slam de Paris e finalizaram no décimo sétimo lugar.